# Yuraq Mach'ay
Yuraq Mach'ay (kečuanski yuraq bijeli, mach'ay špilja,  "bijela špilja", hispanizirano pisanje Yuracmachay ) je arheološko nalazište sa slikama na stijenama u Peruu. Yuraq Mach'ay nalazi se na visini od 3991 metara, na obronku Pukare, sjeverno od grada Cerro de Pasco.